# 孛朮魯定方
孛术鲁定方（1118年—1162年），金朝将领。本名阿海，女真族，孛术鲁氏，亦作兀术鲁、不术鲁，内吉河人。

## 生平
孛术鲁定方才勇绝伦，完颜亮听说他的勇名。天德初年，召授武义将军，充护卫，转任十人长，升任宿直将军、殿前右卫将军、殿前右副点检，世袭猛安，擢升殿前左副点检。出为河南尹，改任彰德军节度使。正隆六年（1161年），跟随完颜亮攻南宋，为神勇军都总管。金世宗大定二年（1162年），宋军攻克汝州，受命率兵四千收复。授凤翔尹。孛术鲁定方担任河南道军马副统，率领步骑军六万人攻宋，由寿州进军，至毫州。宋军攻克宿州，孛术鲁定方从左副元帅纥石烈志宁战于宿州城下，四入敌阵，出阵下马取水时，被人暗害而死，时年四十四岁。追赠金紫光禄大夫。